# Roberto Erlacher
Roberto Erlacher (a volte indicato come Robert; Corvara in Badia, 16 settembre 1963) è un ex sciatore alpino italiano.

## Biografia
Originario di Colfosco, frazione di Corvara in Badia, è fratello di Giacomo,Silvana e Andrea, a loro volta sciatori alpini; già da bambino espresse talento per lo sci alpino, partecipando con piazzamenti alle edizioni 1974, 1975, 1976 e 1977 del Trofeo Topolino. In Coppa del Mondo ottenne il primo piazzamento di rilievo il 12 dicembre 1982 a Val-d'Isère in supergigante (12º) e il primo podio il 4 febbraio 1984 a Borovec in slalom gigante (3º); ai XIV Giochi olimpici invernali di Sarajevo 1984, sua unica presenza olimpica, ottenne il 12º posto nello slalom gigante.
Nella stagione 1984-1985 arrivó primo in Coppa del Mondo, conquistando il podio sulle nevi di Puy-Saint-Vincent in slalom gigante, interrompendo un digiuno di vittorie degli azzurri nella specialità in Coppa del Mondo che perdurava da oltre 8 anni (l'ultimo successo risaliva al 1976 con Franco Bieler nel gigante di Morzine); ai successivi Mondiali di Bormio 1985 concluse 6º nello slalom gigante e 10º nella combinata. Il 19 dicembre 1986 conquistò l'ultimo podio in Coppa del Mondo, a Kranjska Gora in slalom gigante (2º), e ai successivi Mondiali di Crans-Montana 1987, sua ultima presenza iridata, ottenne il 6º posto nel supergigante e l'11º nello slalom gigante. Ottenne l'ultimo piazzamento di rilievo della sua attività agonistica ad Adelboden il 17 gennaio 1989, terminando 10º nello slalom gigante di Coppa del Mondo.

## Bilancio della carriera
In attività negli anni 1980, ottenne i migliori risultati nello slalom gigante. Nonostante le sue capacità tecniche fu spesso frenato dall'emotività del carattere, mancando l'appuntamento con importanti traguardi; ciò nonostante fu, assieme a Richard Pramotton e Oswald Tötsch, uno dei punti di forza della nazionale italiana dell'epoca e conseguì comunque discreti risultati.

## Palmarès

### Coppa del Mondo
- Miglior piazzamento in classifica generale: 8º nel 1987
- 9 podi:
  - 1 vittoria
  - 5 secondi posti
  - 3 terzi posti

#### Coppa del Mondo - vittorie
| Data            | Località          | Paese   | Specialità |
| --------------- | ----------------- | ------- | ---------- |
| 8 dicembre 1984 | Puy-Saint-Vincent | Francia | GS         |

Legenda:

GS = slalom gigante

### Campionati italiani
- 3 medaglie[3]:
  - 1 oro (slalom gigante nel 1985)
  - 2 bronzi (supergigante, slalom gigante nel 1986)